# Pinchas Kahlenberg
Pour les articles homonymes, voir Kahlenberg.
Pinchas Kahlenberg (né en 1912 et mort en 1980) est un rabbin et un hazzan français, d'origine galicienne (polonaise). Il est le fils du rabbin hassidique Moïse Kahlenberg, rabbin à Metz, et le frère du rabbin Marc Kahlenberg, le rabbin de Bruxelles.

## Éléments biographiques
Pinchas Kahlenberg est né en 1912. Il est le fils du rabbin Moïse Kalhenberg et de Chana Gittel Kahlenberg, née Teitelbaum (7 juillet 1883-septembre 1942). Son grand-père paternel est le rabbin Avraham Yehudah Feibush Kahlenberg, un Posseq à la cour du Kopycznitzer Rebbe. Son grand-père maternel est le rabbin Yisrael Mordechai Teitelbaum, un hassid de Husyatin. Pinchas Kahlenberg est issu d'une longue lignée de rabbins et il suit leur voie. Ses origines sont hassidiques, mais il officie dans des communautés plus modernes. Son frère, Marc Kalhenberg, est le rabbin de Bruxelles.
Pinchas Kahlenberg a une double formation: de rabbin  et de hazzan.
Les parents de Pinchas Kahlenberg sont internés au Camp de la Lande de Monts, à Monts, en Indre-et-Loire, après s'être réfugiés à Bordeaux, après l'annexation de l'Alsace-Lorraine, par les nazis. Ils sont déportés de Drancy vers Auschwitz, par le Convoi no 31 du 11 septembre 1942 et assassinés au lendemain de leur arrivée à Auschwitz. Une semaine plus tard, son grand-père paternel est lui aussi assassiné.
Les deux frères, Marc et Pinchas Kahlenberg, survivent à la guerre mais restent marqués par la Shoah.
Pinchas Kahlenberg participe au développement du groupe de jeunesse religieuse, Bné Akiba européen, en donnant des conférences régulières.
Dans des échanges de lettres avec le peintre juif allemand Ludwig Meidner, on peut percevoir les intérêts de Pinchas Kahlenberg, en particulier au sujet des relations entre le judaïsme (orthodoxe) et la peinture, lui-même étant aussi un aquarelliste.